# Ostrovský žleb
Ostrovský žleb je krasové údolí, které se táhne od Hrádského žlebu až k jeskyni Balcarka. V tomto údolí se nacházejí závrty a po jeho stranách množství jeskyní a podzemních chodeb.
Severní část údolí navazuje na Hrádský žleb na silniční křižovatce „U kaštanu“. Do žlebu z levé stráně stékají podzemí vody, které se propadají v propadání „V Jedlích“ a „U Domínky“. Na jedelské propadání navazuje jeskyně Dagmar. Asi po 1 km silnice stáčí údolí a silnice v ní vedoucí prudce doprava a po levé straně se nachází v ostrohu Císařská jeskyně. Údolí vstupuje pod skálu, na němž stojí ostrovský dvůr, stáčí se nejprve doleva a poté doprava, kde začíná městys Ostrov u Macochy. Po městysem se nachází množství menších jeskyní a propadání. Ostrovem též protéká potok Lopač, který se u Balcarky propadá do podzemí. Ostrovský žleb končí za jeskyní Balcarkou, kde se spojuje s Krasovským údolím a pod Vintockou ostrožnou obě údolí přecházejí v Suchý žleb.